# Relations entre la France et la Suisse
Les relations entre la France et la Suisse sont des relations internationales s'exerçant entre la République française et la Confédération suisse, deux pays d'Europe frontaliers. Elles sont structurées par deux ambassades, l'ambassade de France en Suisse et l'ambassade de Suisse en France.

## Histoire des relations franco-suisses
Elles remontent au XVIe siècle, lorsque la France nomme des ambassadeurs pour la Suisse, ouvrant une délégation à Berne. La première représentation suisse à l'étranger est ouverte en 1798 à Paris, les précédentes étant cantonales.
Après l'éphémère République helvétique (1798-1803), de 1803 à 1814 (Napoléon), à la suite de l'Acte de Médiation (1803), la Suisse est sous contrôle français : Histoire de la Suisse sous domination française.

## Actualité
La France et la Suisse partagent une frontière commune longue de 573 kilomètres. Le français est l'une des quatre langues officielles de la Confédération suisse. Parmi les 200 000 citoyens suisses vivant en France, 80 % sont binationaux, tandis que plus de 200 000 citoyens français vivent en Suisse, ce qui représente la plus importante communauté française hors de France. Parmi eux, 122 970 n'avaient pas de passeport suisse en 2015 et 179 597 étaient inscrits aux registres consulaires français en 2017. C'est au début du 20e siècle que la barre des 100 000 ressortissants suisses vivant dans l'Hexagone avait été franchie.
En 2013, la France est le quatrième plus important partenaire économique de la Suisse avec 7 % de ses exportations (après l'Allemagne, les États-Unis et l'Italie). La Suisse est l'un des dix plus importants partenaires commerciaux de la France dans le monde. La Suisse et la France faisant partie de l'espace Schengen, il n'y a plus de contrôles de personnes aux frontières depuis le 21 décembre 2007, date de mise en œuvre de l'accord par la Confédération.

## Coopération scientifique
La Suisse est membre de plusieurs organismes de recherche internationaux installés en France comme l'Institut Laue-Langevin ou l'European Synchrotron Radiation Facility. De son côté, la France est membre de l'Organisation européenne pour la recherche nucléaire basée en Suisse.